# Mompha
Mompha ist eine Gattung von Schmetterlingen aus der Familie der Fransenmotten (Momphidae).

## Merkmale
Bei den Vertretern der Gattung handelt es sich um kleine bis mittelgroße Falter, die die Merkmale der Familie Momphidae aufweisen (Beschreibung siehe dort). In Europa wurden folgende Gattungen eingerichtet, die aber von den meisten Autoren nachträglich zu Untergattungen herabgestuft oder gestrichen wurden: Mompha Hübner, [1825], Anybia Stainton, 1854, Psacaphora Herrich-Schäffer, 1853, Lophoptilus Sircom, 1848 and Cyphophora Herrich-Schäffer, 1853. Die folgende Einteilung hat provisorischen Charakter, da angesichts der vielen noch unbeschriebenen Arten und der großen Artenvielfalt in der Nearktis und der Neotropis mit einer Gattungsrevision zu rechnen ist.

### Untergattung Anybia
Auf den Vorderflügeln befinden sich Büschel mit abstehenden Schuppen. Die Ader M1 ist mit dem Stiel der Adern R4 und R5 verwachsen. Auf den Hinterflügeln sind die Adern M1 und M2 separiert. Bei der männlichen Genitalarmatur ist der Gnathos nur schwach sklerotisiert und nicht beborstet. Die Genitalarmatur der Weibchen besitzt ein breites sklerotisiertes Antrum.
Die Gattung Anybia wurde von Stainton 1854 eingeführt und später zur Untergattung herabgestuft. Die Typusart ist Tinea langiella Hübner, 1796 (= Alucita epilobiella Römer, 1794).

### Untergattung Cyphophora
In der Untergattung Cyphophora sind die größten Falter der Familie Momphidae vertreten. Bei den Männchen ist der Gnathos stark beborstet. Die Vorderflügel haben große Büschel abstehender Schuppen. Auf den Vorderflügeln sind nur die Adern R4 und R5 gestielt. Auf den Hinterflügeln ist die Ader M1 mit M2 gestielt. Die Genitalarmatur der Weibchen verfügt nur über ein schwach entwickeltes Antrum. Der Ductus bursae ist lang und schmal. Signa befinden sich auf leicht sklerotisierten Platten. Die Larven sind Wurzelbohrer.
Die Gattung Cyphophora wurde von Herrich-Schäffer 1853 aufgestellt und später zur Untergattung herabgestuft. Die Typusart ist Elachista idaei Zeller, 1839.

### Untergattung Lophoptilus
Auf den Vorderflügeln befinden sich Büschel abstehender Schuppen, die Ader CuP ist mit den Analvenen 1A und 2A gestielt. Auf den Hinterflügeln sind die Adern M1 und M2 gestielt. Die Genitalarmatur der Männchen weist keinen ausgeprägten Gnathos auf. Bei den Weibchen ist der Ductus bursae lang und schmal und bildet vor der Einmündung in das Corpus bursae eine Schlinge. In Europa ist nur eine Art beheimatet, die Raupen fressen an Zistrosengewächsen (Cistaceae).
Die Gattung Lophoptilus wurde 1848 von Sircom aufgestellt und später zur Untergattung herabgestuft. Die Typusart ist Lophoptilus staintoni Sircom, 1848 (= Tinea miscella [Denis & Schiffermüller], 1775).

### Untergattung Mompha
Die Vorderflügel sind lanzettlich und haben mehr oder weniger ausgeprägte Büschel abstehender Schuppen. Auf den Vorderflügeln sind nur die Adern R4 und R5 gestielt. Auf den Hinterflügeln sind die Adern M1 und M2 separiert. Die Genitalarmatur der Männchen besitzt einen ausgeprägten und gekräuselten Gnathos. Der Aedeagus ist gerade und mit einigen Cornuti versehen. Bei den Weibchen ist der Ductus bursae kurz und breit. Das Antrum ist geweitet und hat sklerotisierte Platten, Stege oder stachlige Bänder, die zur Artbestimmung herangezogen werden können.

### Untergattung Psacaphora
Auf den Vorderflügeln befinden sich auffällige Büschel abstehender Schuppen, die mehr oder weniger glänzen. Auf den Vorderflügeln ist die Ader CuP mit den Analvenen 1A und 2A gestielt. Auf den Hinterflügeln sind die Adern M1 und M2 gestielt. Bei der männlichen Genitalarmatur ist der Gnathos nur schwach entwickelt und membranös. Die Weibchen haben einen ziemlich kurzen Ovipositor. Der hintere Rand des siebten Sternits ist leicht modifiziert.
Die Gattung Psacaphora wurde 1853 von Herrich-Schäffer aufgestellt und später zur Untergattung herabgestuft. Die Typusart ist Tinea schrankella Hübner, 1805 (= Tinea locupletella Denis & Schiffermüller, 1775).

## Biologie
Die Raupen der in Europa vertretenen Arten leben an Nachtkerzengewächsen (Onagraceae) der Gattungen Weidenröschen (Epilobium) und Hexenkräuter (Circaea), gelegentlich auch an Nachtkerzen (Oenothera). Die einzige Ausnahme ist Mompha miscella, deren Raupen  sich an Sonnenröschenarten (Helianthemum) entwickeln.

## Systematik
Die Typusart ist Tinea conturbatella Hübner, 1819. Die Gattung Mompha ist in Europa mit 19 Arten vertreten.
- Mompha bradleyi Riedl, 1965
- Mompha confusella Koster & Sinev, 1996
- Mompha conturbatella (Hübner, 1819)
- Mompha divisella Herrich-Schäffer, 1854
- Mompha epilobiella (Denis & Schiffermüller, 1775)
- Mompha idaei (Zeller, 1839)
- Mompha jurassicella (Frey, 1881)
- Mompha lacteella (Stephens, 1834)
- Mompha langiella (Hübner, 1796)
- Mompha locupletella (Denis & Schiffermüller, 1775)
- Mompha maculata (Sinev, 1986)
- Mompha meridionella Koster & Sinev, 2003
- Mompha miscella (Denis & Schiffermüller, 1775)
- Mompha ochraceella (Curtis, 1839)
- Mompha propinquella (Stainton, 1851)
- Mompha raschkiella (Zeller, 1839)
- Mompha sexstrigella (Braun, 1921)
- Mompha sturnipennella (Treitschke, 1833)
- Mompha subbistrigella (Haworth, 1828)
- Mompha terminella (Humphreys & Westwood, 1845)

Aus der Literatur sind folgende Synonyme bekannt:
- Laverna Curtis, 1839
- Lophoptilus Sircom, 1848
- Wilsonia Clemens, 1864
- Leucophryne Chambers, 1875
- Cyphophora Herrich-Schäffer, 1853
- Psacaphora Herrich-Schäffer, 1853
- Anybia Stainton, 1854